# سد عفرين
سد عفرين، المعروف رسمياً باسم سد 17 نيسان، ويسمى أيضاً سد ميدانكي، عبارة عن خزان مملوء بالتراب وسد كهرومائي على نهر عفرين في شمال غرب سوريا. ويوفر الماء الصالح للشرب لنحو 200،000 نسمة، ويروي حوالي 30،000 هكتار من الزيتون وأشجار الفاكهة والمحاصيل الزراعية، ويزوّد 25 ميغاواط من الطاقة الكهرمائية.

## الموقع
تقع هذه السد شمال مدينة عفرين في شمال غرب سوريا. يقع على بعد 70 كيلومتر (43 ميل) من مدينة حلب و12 كيلومتر (7.5 ميل) من بلدة عفرين، بالقرب من قرية ميدانكي. ويزرع جزء كبير من المنطقة بأشجار الزيتون والفواكه. يعتمد حوالي 80 في المائة من المنطقة على الري بمياه الأمطار، والباقي على الآبار والمضخات. قبل بناء السد، كانت البساتين والمحاصيل الأخرى تُروى، لكن أشجار الزيتون لم تكن كذلك. إن كانتون عفرين يسكنه الأكراد، معزولون عن المناطق الكردية السورية الأخرى.
وتبلغ مساحة مستجمعات المياه 1,365 كيلومتراً مربعاً (527 متراً مربعاً)، و يتراوح هطول الأمطار سنوياً بين 330 و700 ملليمتر (من 13 إلى 28 بوصة). ينبع نهر عفرين من جنوب جبال كارتال في تركيا، ويعبر إلى سوريا حيث يمر عبر مدينة عفرين، ثم يعود إلى تركيا.

## التاريخ
كان الهدف من هذه السد ري الأراضي في وادي النهر في المنطقة الواقعة بين حلب والحدود مع تركيا. وقد تمت الموافقة على المشروع في عام 1984 بعد دراسات مستفيضة أجرتها وزارة الري. سيقوم السد بالتحكم في تدفق النهر ومنع الفيضانات، وسيقوم بري ما يصل إلى 30,000 هكتار (74,000 فدانا) من الأراضي، وتوفير مياه الشرب في المنطقة، وتوفير ما يصل إلى 20 ميغاواط من الطاقة الكهرمائية، وسيصبح منطقة جذب سياحي.
بدأت أعمال التشييد في عام 1997. أنشئ السد للهيئة العامة للموارد المائية بتكلفة إجمالية قدرها 58.2 مليار ليرة سورية، بما في ذلك تكلفة اقتناء الأراضي للخزان. تم  حفر 1،800،000 مترا مكعبا (64،000،000 قدما مكعبا) من الأرض والصخور أثناء التشييد. افتتحت السد في 24 أبريل 2004 بحضور رئيس الوزراء محمد ناجي عطري. وأعلن قرار الدولة السورية رقم 1849 لعام 2004 أن بحيرة سد 17 نيسان منطقة محمية. أشار تقرير صدر في عام 2016 إلى أن استخدام المياه قد انخفض فيما يبدو بسبب النزاع الدائر في سوريا.
في 9 مارس 2018 ، خلال التدخل العسكري التركي في عفرين، سيطرت وحدات مسلحة تابعة لفصيل متمردي الجيش السوري الحر المدعوم من تركيا والقوات المسلحة التركية على السد ، واستولت عليه من وحدات حماية الشعب الكردية.